# Ejionilê

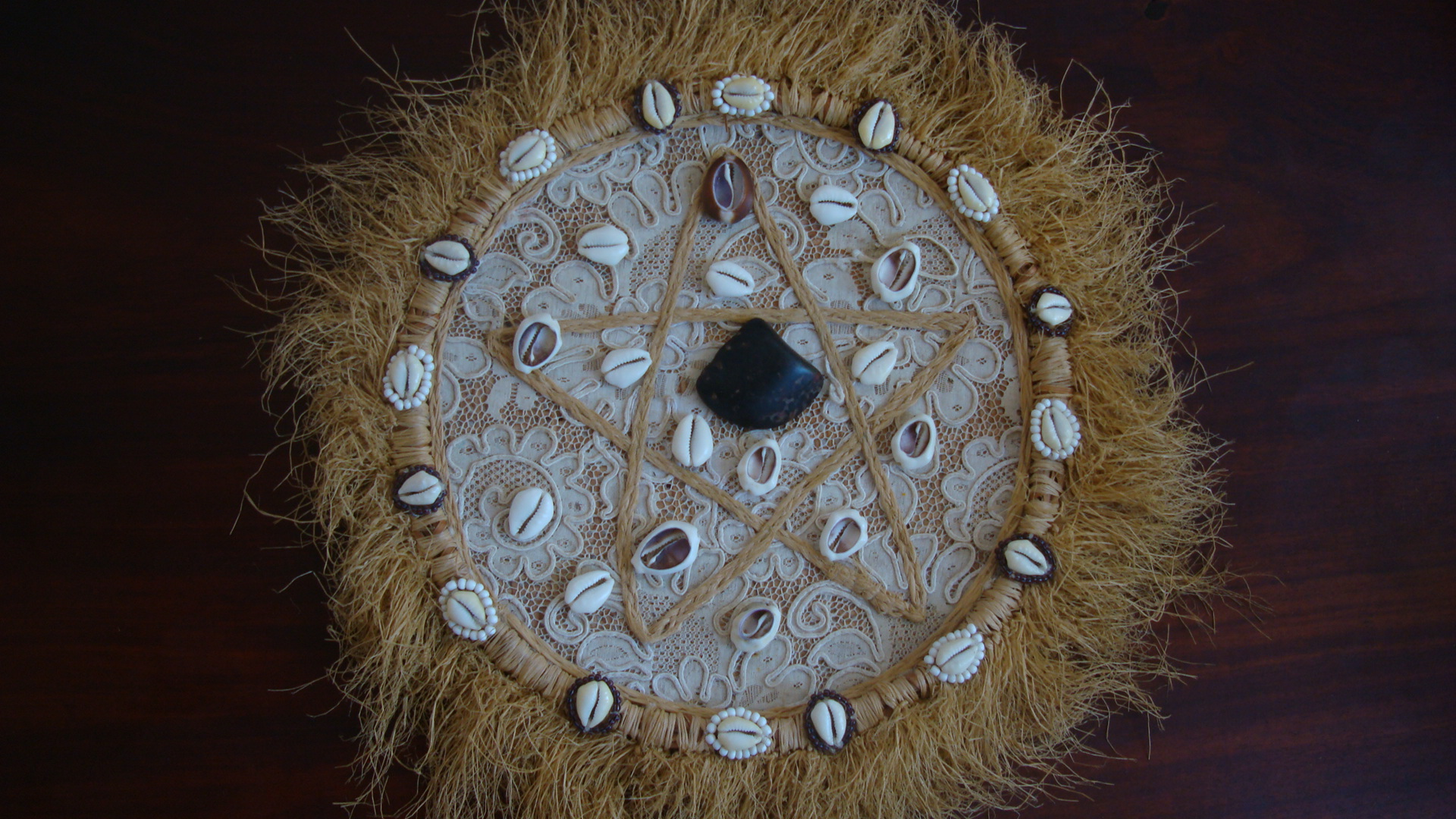
Ejionilê

Êjioníle,  é um odu do oráculo de ifá, representado no merindilogum com oito conchas abertas pela natureza e oito fechadas e o primeiro odu na ordem de chegada no sistema ifá. Nesta caída responde Oxaguiã, Obatalá e Airá. Significa mudança no lado profissional, amoroso e até mesmo de saúde, o consulente é extremamente teimoso e enjoa das coisas facilmente.
As pessoas portadoras deste odu são muito protegidas espiritualmente, pessoas beneficiadas por amizades, raciocínio claro, fala de pessoas impulsivas, voltadas para conquista de objetivos, desenvolvimento intelectual mediano, curiosas, enfraquecidas por imaginação excessiva, são diretos, quase não conhecem a sutileza.
É o odu mais velho do oráculo, com exceção de Ofum, de quem foi gerado. Sua cor é o branco podendo por vezes aceitar também o azul turqueza.
É o senhor do dia e de tudo que acontece durante ele, e também de tudo que é naturalmente branco. Controla as chuvas, os rios, os mares, as cabeças (humanas e dos animais).
Rege o sistema respiratório e tem também, sob suas ordens a coluna vertebral, além de todo o complexo de vasos sanguíneos do corpo humano, embora se saiba que o sangue não lhe pertence, mas a Osa Meji.